# Tuschák Katalin
Tuschák Katalin (Budapest, 1959. június 13. –) olimpiai bronzérmes, világbajnok magyar tőrvívó.

## Pályafutása
Tizenkét évesen kezdett el vívni a Honvéd színeiben. Tagja volt az 1987-es világbajnok, és az 1988-as szöuli olimpián bronzérmes női tőrcsapatnak is. Tuschák Katalin a Műegyetemen szerzett villamosmérnöki diplomát. A civil életben az értékesítés területén helyezkedett el.